# Yttrium-90
Yttrium-90 (90Y) je izotop yttria, používaný při radioterapii některých nádorů.

## Radioaktivita
90Y se přeměňuje β− na zirkonium-90 s poločasem přibližně 64,1 hodin a energií 2,28 MeV, přičemž průměrná energie částic beta činí 0,933 6 MeV.

## Výroba
Yttrium-90 se získává beta minus přeměnou stroncia-90, které má poločas 28,9 roku a vzniká štěpením uranu v jaderných reaktorech. Vytvořené yttrium-90 se izoluje a vysráží.

## Použití
90Y se používá při léčbě hepatocelulárních karcinomů, leukémií a lymfomů, ale má potenciál i na léčbu jiných nádorů. Při transarteriální radioembolizaci se na mikročástice naváže 90Y a tyto mikročástice jsou vstřiknuty do cév zásobujících nádor. Mikročástice se nahromadí kolem nádoru a radioaktivita zničí s nimi sousedící tkáně. 90Yse také používá k diagnostikování nádorů pomocí brzdného záření z těchto mikročástic.
Po radioembolizaci lze provést pozitronovou emisní tomografii.